# Menesia akemiae
Menesia akemiae är en skalbaggsart som beskrevs av Makihara 1992. Menesia akemiae ingår i släktet Menesia och familjen långhorningar. Inga underarter finns listade i Catalogue of Life.